# 多爾海什蒂鄉 (雅西縣)
46°52′N 27°54′E / 46.867°N 27.900°E
多爾海什蒂鄉（羅馬尼亞語：Comuna Dolhești, Iași），是羅馬尼亞的鄉份，位於該國東北部，由雅西縣負責管轄，面積55平方公里，海拔高度216米，2007年人口2,944，人口密度每平方公里54人。